# Andreas Oggenfuss
Andreas Oggenfuss (31 januari 1978) is een voormalige Zwitserse sprinter, die gespecialiseerd was in de 400 m. Hij veroverde tijdens zijn carrière zes nationale titels in zijn specialiteit.

## Loopbaan
Oggenfuss werd vierde op de 4 x 400 m estafette op de wereldindoorkampioenschappen van 2004 in Boedapest, samen met zijn teamgenoten Alain Rohr, Cédric El-Idrissi and Martin Leiser. In de series, eerder die dag, had hetzelfde viertal zelfs een tijd gerealiseerd van 3.09,04, een nationaal record.
Op 17 juni 2006 werd Oggenfuss in Praag zevende op de 400 m bij de wedstrijden om de Europacup.
Begin 2011 maakte Andreas Oggenfuss bekend, dat hij zijn atletiekloopbaan beëindigde. Hij stond op het punt om een heupoperatie te ondergaan en wilde zijn lichaam niet langer overbelasten. Oggenfuss is werkzaam als administrateur in Sankt Gallen.

## Titels
- Zwitsers kampioen 400 m - 2004

## Persoonlijke records
Outdoor
| Onderdeel | Prestatie | Datum       | Plaats   |
| --------- | --------- | ----------- | -------- |
| 200 m     | 21,78     | 28 mei 2005 | Hochdorf |
| 400 m     | 46,56     | 3 juli 2005 | Bern     |

Indoor
| Onderdeel | Prestatie | Datum            | Plaats     |
| --------- | --------- | ---------------- | ---------- |
| 400 m     | 47,22 s   | 22 februari 2004 | Magglingen |

## Palmares

### 400 m
- 2006: 7e Europacup A - 47,51 s

### 4 x 400 m
- 2004: 4e WK indoor - 3.12,62 (in serie 3.09,04 = nat. rec.)